# Шопф, Якоб
Якоб Шопф (нем. Jacob Schopf; род. 8 июня 1999 года, Берлин) — немецкий байдарочник, двукратный олимпийский чемпион, 4-кратный чемпион мира.

## Биография
Вырос в окраинном районе Берлина Мальсдорф. В 2018 году окончил районную среднюю школу Flatow Oberschule в Берлин-Кёпенике.
С сентября 2018 года спортивный военнослужащий Бундесвера. В настоящее время имеет звание унтер-офицера.
Зимой 2018 года Шопф поступил в Университет Гумбольдта в Берлине на факультет спорта и географии, чтобы впоследствии преподавать по данным дисциплинам. В 2020 году перешел в Потсдамский университет.
Живёт и тренируется в Потсдаме с января 2020 года.

## Спортивная карьера
В 2007 году в возрасте восьми лет по приглашению школьного друга начал заниматься в спортивном клубе гребли Köpenick Canoe Sport Club (KKC Berlin), под руководством первого тренера Филипа Крака (Philip Krack), который до сих пор участвует в составлении тренировочного плана.
Первым выступлением Шопфа в качестве участника национальной сборной Германии стала поездка на юниорский чемпионат мира в португальском Монтемор-о-Велью, где он пришёл к финишу чётвертым на байдарке-четверке.
Свой первый титул чемпиона мира среди юниоров завоевал в 2016 году в Минске, где выиграл золото на байдарке-одиночке. Годом позднее защитил этот титул на чемпионате мира среди юниоров в Питешти, добавив к нему ещё и титул чемпиона на байдарке-четверке.
Череда побед позволила ему пропустить участия в молодёжных соревнованиях до 23 лет и быть принятым в основную сборную команду в 2018 году.
В 2018 году выиграл свою первую золотую медаль чемпионата мира в Монтемор-о-Велью на байдарках-четверках, а, спустя год, он формирует команду с Максом Хоффом для выступления в байдарках-двойках. Этот спортивный дуэт был назван «лодкой поколений» (нем. Generationenboot) из-за большой разнице в возрасте обоих спортсменов: Хофф старше Шопфа на 17 лет. На высшую ступень пьедестала почёта они поднялись на следующем чемпионате мира 2019 года, проходившего в венгерском Сегеде.
В январе 2020 года переезжает из Берлина в Потсдам и выступает за спортивный клуб Потсдама, поскольку его берлинский тренер Экехардт Сар (Eckehardt Sahr) завершил свою тренерскую деятельность.
После очередной победы на Кубке мира в Сегеде, получает допуск к участию на летних Олимпийские играх в Токио. Там он готовится к выступлению на байдарке-одиночке, а также на байдарке-двойке вместе с Максом Хоффом. В финале Олимпийских игр Шопф и Хофф уступили в борьбе за золото паре из Австралии 0,3 сек. На дистанции 1000 метров на байдарке-одиночке Шопф занял 4-е место, уступив 0,12 сек серебряному призёру и 0,07 сек бронзовому.
В 2025 году на чемпионате Европы в Рачице в байдарках-двойках на дистанции 500 метров стал чемпионом Европы. 

## Награды
- 2016: Спортсмен-юниор Берлина[7]